# Groß-Linz
Groß-Linz ist die Bezeichnung für eine ab 1938 geplante, nur rudimentär realisierte Vergrößerung der Stadt Linz durch Eingemeindungen von Umlandgemeinden. Sie geht auf Planungen durch Adolf Hitler nach dem „Anschluss Österreichs“ im Jahr 1938 zurück.

## Das nationalsozialistische Groß-Linz
Vor dem „Anschluss“ 1938 hatte Linz etwa 120.000 Einwohner. Die nationalsozialistischen Planungen sahen eine Vergrößerung der Stadt auf bis zu 420.000 Einwohner vor, Linz war eine der fünf „Führerstädte“. Dies sollte einerseits durch Errichtung der Schwerindustrie (Hermann-Göring-Werke) und dazugehöriges Wohnbauprogramm, andererseits durch zwangsweise Eingemeindung von einigen Linzer Umlandgemeinden durchgeführt werden.
So war eine Vergrößerung des Stadtgebiets auf 400 km² geplant. 1940 sollten in einem ersten Schritt Ebelsberg, St. Magdalena, Leonding, Traun, Pasching, Asten und Puchenau sowie Teile von Ansfelden, Gramastetten und Steyregg zu Linz kommen, in einer zweiten Etappe sollten dann Hörsching, St. Florian, Luftenberg und Ottensheim, weite Teile von Gramastetten, Wilhering und der Rest Ansfeldens folgen. Die meisten Gemeinden leisteten Widerstand. Die Eingemeindung von Traun und Leonding war zwar ausverhandelt, jedoch wurde sie vom zuständigen Ministerium nicht genehmigt.
Linz erreichte durch die vollzogenen Eingemeindungen von Ebelsberg, St. Magdalena und Keferfeld im Jahr 1939 seine heutige Ausdehnung von rund 96 km² (bis 1938 waren es 56 km²).

### Realisierte Vorhaben 1938–1945
- Zwangsweise Eingemeindung der Gemeinden Ebelsberg, St. Magdalena (1938)[6] und des Leondinger Ortsteils Keferfeld (1939) zu Linz
- Errichtung der Hermann-Göring-Werke und der Stickstoffwerke
- Errichtung zahlreicher Wohnbauten (Hitlerbauten)
- Errichtung des Flughafens Linz in Hörsching
- Bau der Kasernen Hörsching, Ebelsberg und Auhof
- Errichtung eines Friedhofs für die künftige Großstadt, den Stadtfriedhof Linz/St. Martin, auf dem Gemeindegebiet von Traun

### Nicht realisierte Pläne 1938–1945
- Weitere Eingemeindungen, nämlich Leonding, Pasching, Hörsching, Traun, Ansfelden, Asten, Ottensheim, Puchenau, Lichtenberg
- Errichtung zahlreicher Prunkbauten für Linz (siehe Architektur in der Zeit des Nationalsozialismus#Linz)
- Errichtung einer Technischen Hochschule

## Planungen nach 1945

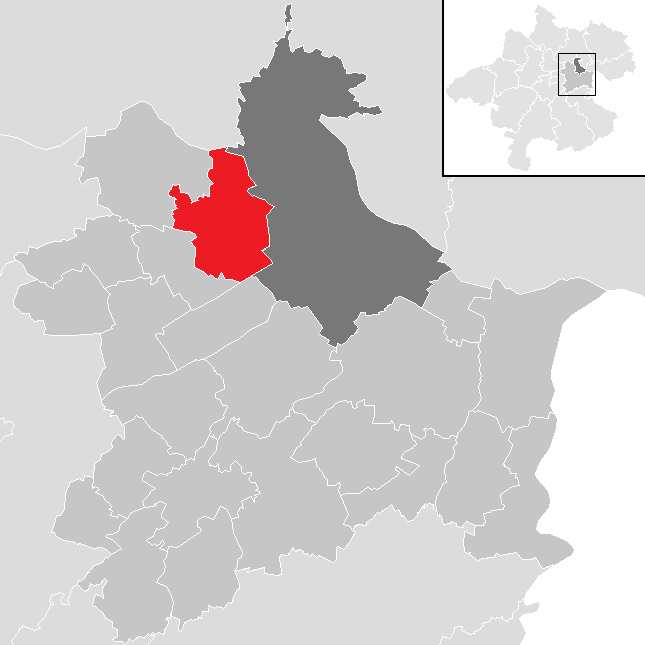
Linz
Leonding
Gemeinden im
Bezirk Linz-Land

Bis in die 1970er Jahre wurde ernsthaft erwogen, Leonding nach Linz einzugemeinden. Erst nach Leondings Stadterhebung 1975 wurden die Pläne seitens der Linzer Stadtpolitik aufgegeben.
2003 wurde wiederum die Eingemeindung der Nachbargemeinden zu Linz diskutiert, entsprechende Planungen angestellt und Studien von Friedrich Klug seitens des Magistrats veröffentlicht.
Im Jahr 2018 wurde neuerlich ein Groß-Linz durch Eingemeindungen vom Linzer Bürgermeister Klaus Luger und Planungsstadtrat Markus Hein diskutiert, da Linz bis 2030 ein rasches Bevölkerungswachstum auf über 230.000 Einwohner prognostiziert wird und daher die Bauflächen knapp werden könnten. Dies stieß auf heftigen Widerstand seitens der Bürgermeister der betroffenen Gemeinden, die – wenn überhaupt – vermehrte Kooperationen für sinnvoller erachteten.